# Каунаський державний ляльковий театр
Каунаський державний ляльковий театр (лит. Kauno valstybinis lėlių teatras, KVLT) — державний театр ляльок у литовському місті Каунасі.

## Загальні дані
Театр розташований у окремій функціональній будівлі за адресою: 
Laisvės al. 87A, м. Каунас-44297 (Литва).
Керівництво театром здійснюють головний режисер Альґімантас Станкевичюс (Algimantas Stankevicius) і директор Сиґітас Клібавичюс (Sigitas Klibavicius).
Театр має велику залу на 226 місць, і малу залу — на 50 місць.
При театрі діє музей ляльок.

## З історії та сьогодення театру
Ляльковий театр у Каунасі був організований у 1958 році.
За ідеєю засновників закладу — подружжя Стасіса Раткевичюса (Stasys Ratkevicius) та Валерії Раткевиченє (Valerija Ratkeviciene), все, що створюється в стінах театру, спрямоване, перш за все, на розвиток і розваги дитини. Цього постулату колектив дотримується вже понад півстоліття. 
За роки існування театру було поставлено 180 назв лялькових вистав. Основу репертуару складають лялькові постановки найпопулярніших литовських народних казок, казок народів і літератур світу. Щороку театр готує 4-5 прем'єрних вистав, заклад відвідують понад 45 тисяч глядачів, що переглядають понад 300 спектаклів. 
Діючий репертуар щороку включає близько 20 спектаклів. 
На базі Каунаського державного лялькового театру, починаючи від 1991 року організується і проводиться щорічний некомерційний фестиваль лялькових театрів. Від 2001 року захід відбувається в рамках Міжнародної асоціації лялькарів (UNIMA). На захід запрошуються професійні трупи лялькарів, що дає змогу плідно обмінюватися досвідом, обговорювати актуальні аспекти лялькового театру. У 2008 році XVIII-й фестиваль «Хай посміхаються і ляльки, і люди» був присвячений 50-літтю колективу і святкуванню 600-літнього ювілею Каунаса.
Каунаські лялькарі активно гастролюють країнами світу, беруть участь у міжнародних заходах, в т.ч. і фестивалях лялькових театрів, спектаклі колективу не раз відзначалися дипломами і нагородами.

## Виноски
1. ↑  Контакти на Офіційна вебсторінка театру
2. ↑  Репертуар [Архівовано 9 березня 2010 у Wayback Machine.] на Офіційна вебсторінка театру [Архівовано 1 березня 2010 у Wayback Machine.] (лит.)